# Unciaal 0101
Unciaal 0101 (Gregory-Aland), ε 48 (Soden), is een van de Bijbelse handschriften in de Griekse taal. Het dateert uit de 8e eeuw en is geschreven met uncialen op perkament.

## Beschrijving
Het bevat de tekst van het Evangelie volgens Johannes (1,29-30). De gehele codex bestaat uit 1 blad (11 × 9 cm) en werd geschreven in een kolom per pagina, 14 regels per pagina.

## Tekst
De Codex is een representant van het Alexandrijnse tekst-type, Kurt Aland plaatste de codex in Categorie II.
| recto ΤΗΕΠ[αυρι]ΟΝΒΛΕ ΠΕΙΤΟΝΙΝΕΡΧΟ ΜΕΝΟΝΠΡΟΣΑΥΤΟ ΚΑΙΛΕΓΕΙ ΔΕΟΑΜΝΟΣΤΟΥΘΥ ΕΝΤ[ωυδατ]ΙΒΑΠΤΙΖΩ ΟΑΙΡΩΝΤΠΝΑΜΑΡ | verso ΚΑΓΩ[ουκ η]ΔΕΙΝΑΥ ΤΟΝΑΛΛΙΝΑΦΑΝΕ ΡΩΘΗΤΩΙΣΛΔΙΑ ΤΟΥΤΟΗΛΘΟΝΕΓΩ ΚΑΙ[εμαρ]ΤΥΡΗΣΕ |

## Geschiedenis
Het handschrift bevindt zich in de Österreichische Nationalbibliothek (Pap. G. 39780), in Wenen.